# Malarz w drodze do pracy
Malarz w drodze do pracy (hol. De schilder op de weg naar Tarascon, ang. The Painter on His Way to Work, numer katalogowy: F 448, JH 1491) – obraz Vincenta van Gogha namalowany w lipcu 1888 podczas pobytu artysty w miejscowości Arles. Obraz znajdował się w zbiorach Kaiser-Friedrich-Museum w Magdeburgu (obecnie Kulturhistorisches Museum Magdeburg), podczas II wojny światowej został zniszczony przez pożar.

## Opis
W liście do brata Theo Vincent opisał obraz jako: 

odręczny szkic mnie samego, obarczonego pudłami, kijkami i płótnami na słonecznej drodze do Tarascon.

Artysta w stroju malarza, ze sprzętem pod pachą, wędruje podmiejską drogą, ciągnąc za sobą, niczym demona, bezkształtny cień. Idzie pospiesznie, ledwie zwracając uwagę na rozciągające się wzdłuż drogi miejsca – tematy obrazów, które ma jeszcze namalować. Na głowie ma słomkowy kapelusz, ponieważ rosnące na poboczu drogi drzewa nie rzucają żadnego cienia. Horyzont znaczą wyniosłe, groźne sylwetki cyprysów. Z utrzymanego w kolorach żółtym i błękitnym obrazu emanuje skwarne, południowe lato. Jak okiem sięgnąć, nie widać żywej duszy. Malarz w drodze do pracy to autoportret samotności.